# Магия реальности
Магия реальности. Как наука познаёт Вселенную (англ. The Magic of Reality: How We Know What’s Really True) — книга британского эволюциониста Ричарда Докинза, проиллюстрированная художником Дэйвом Маккином. 15 сентября 2011 года она была выпущена в Великобритании издательством Bantam Press, а 4 октября того же года — в США издательством Free Press.
Эта графическая научная книга предназначена в первую очередь для читателей детского и юношеского возраста. Докинз говорил, что она будет интересна тем, кому около 12 лет и старше, а при тестировании книги до её публикации юные читатели понимали её содержание с дополнительной помощью от взрослых.

## Название
В первой части книги Докинз объясняет название «Магия реальности»:
Теперь я хочу обратиться к другому ключевому слову из названия книги — магии. Слово это непростое и имеет три основных значения, так что прежде всего я хотел бы обозначить различия между ними. Первое значение, по моему определению, “сверхъестественная магия”, второе — “сценическая магия” и третье (моё любимое, его я и имел в виду, вынося слово в название книги) — “поэтическая магия”. [...] Я постараюсь показать вам, что реальность, детали реального мира, осознанные с помощью научных методов, — магические в третьем значении, поэтическом, пробуждающем жажду жизни. [...] Дальше в этой книге я хочу тебе показать, что реальный мир, будучи научно осознанным, обладает своей магией — я ее называю поэтической: вдохновляющей своей красотой, ещё более волшебной оттого, что она реальна и мы понимаем, как она действует. По сравнению с настоящей красотой и магией реального мира сверхъестественные заклинания и сценические трюки смотрятся дешево и безвкусно. Магия реальности — не трюк и не чудо, она, попросту говоря, чудесна. Чудесна и реальна. Чудесна, потому что реальна. Оригинальный текст (англ.)Magic is a slippery word: it is commonly used in three different ways, and the first thing I must do is distinguish between them. I'll call the first one 'supernatural magic', the second one 'stage magic' and the third one (which is my favourite meaning, and the one I intend in my title) 'poetic magic'. [...] What I hope to show you in this book is that reality – the facts of the real world as understood through the methods of science – is magical in this third sense, the poetic sense, the good to be alive sense. [...] In the rest of this book I want to show you that the real world, as understood scientifically, has magic of its own – the kind I call poetic magic: an inspiring beauty which is all the more magical because it is real and because we can understand how it works. Next to the true beauty and magic of the real world, supernatural spells and stage tricks seem cheap and tawdry by comparison. The magic of reality is neither supernatural nor a trick, but – quite simply – wonderful. Wonderful, and real. Wonderful because real.

## Содержание
Большинство глав книги начинаются с краткого пересказа мифов о сотворении мира, возникавших как попытки объяснить происхождение конкретных наблюдаемых явлений. Докинз черпал их из различных мифологий, в том числе из вавилонской, иудео-христианской, ацтекской, маорийской, древнеегипетской, австралийской, скандинавской, древнегреческой, китайской и японской. Девятая глава («Одиноки ли мы?») включает уже современные рассказы о похищении инопланетянами. Четвёртая глава («Из чего всё сделано?») не содержит каких-либо ссылок на мифологию, поскольку Докинз утверждает, что мелкие частицы были неизвестны первобытным народам до изобретения оборудования для оптического увеличения, а любые тексты, которые они считали одухотворёнными, не упоминали о таких полезных знаниях, которые в то время выходили за рамки человеческого опыта. Докинз также возвращается к своему детству и вспоминает о своих первых мыслях об этих явлениях или рассуждениях о них своих ровесников. Автор критикует многие мифологические сюжеты, например, когда он отмечает, что большая часть мифологии связана с символическим нарушением общего порядка вещей каким-либо богом, совершённым только один раз, и что таких разовых действий было бы недостаточно, чтобы объяснить механизм, почему явления продолжают происходить, следуя непрерывным циклам.
Во вступительной главе Докинз объясняет, что, хотя мифические повествования и выдумки являются интересными составляющими процесса взросления, реальность с её основополагающей способностью к красоте гораздо более удивительна, чем что—либо невозможное. Крёстная фея из сказки «Золушка» не может волшебным образом превратить тыкву в карету, потому что и тыквы и кареты обладают сложной внутренней организацией. Большая тыква, разобранная на мелкие детали и затем случайно собранная, с гораздо большей вероятностью образует лишь кучу мусора, чем сложную и замысловатую структуру кареты.
В последующих главах Докинз рассматривает различные темы: от эволюционной биологии и видообразования до физических явлений, таких как атомная теория, оптика, движение планет, гравитация, эволюция звёзд, спектроскопия и тектоника плит, а также размышляет об астробиологии. Докинз характеризует своё понимание квантовой механики как туманное и поэтому не углубляется в эту тему. Автор отрицает существование когда-либо в прошлом первого человека, подчёркивая, что эволюционные биологи используют термин «вид» для обозначения различий в составе генов — часто на протяжении тысяч поколений разделения — а не от одного поколения к следующему. Для иллюстрации своих доводов Докинз проводит мысленный эксперимент с семейными фотографиями. Согласно ему, если бы, гипотетически, у него существовал бы полный набор фотографий всех своих прямых предков мужского пола, расположенных в порядке по датам рождения (или датам вылупления) от младшего к старшему, насчитывающий миллионы поколений, то не было бы большой разницы между любыми двумя соседними фотографиями — глядя на фотографию своего деда или прадеда, человек смотрит на изображение человека — но если бы кто—то посмотрел на фотографию 185 миллионов поколений назад, он увидел бы изображение какого-то рыбоподобного животного. Докинз подчеркивает этот момент, говоря, что потомство любой формы жизни, размножающейся половым путем, почти во всех случаях принадлежит к тому же виду, что и его родители, за исключением нежизнеспособных гибридов, таких, например, как мулы.
Последние две главы посвящены теории хаоса и человеческой психологии в части свидетельств о чудесах, таких как Фатимские явления Девы Марии или Коттинглийские феи. Докинз приводит аргумент философа Дэвида Юма о том, что верить в чудесную историю стоит только в том случае, когда ещё большим чудом будет, если она окажется ложью (или ошибкой, иллюзией). Автор также добавляет, что утверждения о чудесах, записанные в текстах, впоследствии признанных священными, не освобождаются от этого критерия.